# Трубин, Иван Степанович
Ива́н Степа́нович Трубин (25 ноября 1918, Алешня, Калужская губерния — 22 июля 1943, село Суходол, Орловская область) — командир танка 288-го танкового батальона 97-й танковой бригады, старший сержант. Герой Советского Союза.

## Биография
Родился 25 ноября 1918 года в деревне Алешня ныне Козельского района Калужской области. Работал трактористом в колхозе.
В Красной Армии с 1939 года. Участник Великой Отечественной войны с июня 1941 года. Воевал на Западном, Воронежском, Брянском и Центральном фронтах. Участвовал в обороне Смоленска. Позже был направлен в тыл для обучения молодого пополнения. Вновь на фронте с июня 1942 года. Участвовал в Острогожско-Россошанской и Харьковской наступательных операциях, в том числе в овладением городом Чугуев и посёлком Валки Харьковской области.
Командир танка 288-го танкового батальона 97-й танковой бригады 12-го танкового корпуса 3-й гвардейской танковой армии Брянского фронта старший сержант Трубин отличился в ходе Орловской наступательной операции.
19 июля 1943 года в боях за деревню Изотово на подступах к станции Золотарёво Трубин меткими выстрелами уничтожил два противотанковых орудия и подавил миномётную батарею противника. В этом же бою лёгкий советский танк Т-70, которым командовал Трубин, имеющий на вооружении пушку калибра 45 миллиметров, атаковал немецкий тяжёлый танк Т-VI с 88-миллиметровой пушкой и уничтожил его.
Продолжая наступление, 20 июля 1943 года 97-я танковая бригада попыталась с ходу овладеть деревней Троицкое, но наткнулась на яростное сопротивление противников. Необходимо было вскрыть вражескую систему обороны и для разведки боем выслали три танка, в том числе танк Трубина. В результате атаки Трубин выявил систему вражеской обороны, пробился в тыл врага, уничтожил немецкое самоходное орудие и более сотни противников, десять автомашин с военным снаряжением. В паре с другим Т-70 он вынудил противника отступить, захватил 10 автомобилей, 1 пушку и пленил до 30 солдат и офицеров противника.
22 июля 1943 года танковый батальон, в котором воевал старший сержант Трубин, накануне сломив сопротивление противника на рубеже реки Оптушка, продвинулся на 15 километров в направлении населённых пунктов Суходол и Ильинское, но они оказались сильно укреплёнными. При атаке села Суходол в танк старшего сержанта Трубина попало 2 бронебойных снаряда. Весь экипаж погиб.

## Награды
Указом Президиума Верховного Совета СССР от 23 сентября 1943 года за мужество, отвагу и героизм старшему сержанту Трубину Ивану Степановичу присвоено звание Героя Советского Союза.
Награждён орденами Ленина, Красной Звезды.

## Память
Похоронен в братской могиле в деревне Юдино Залегощенского района Орловской области.
- В городе Козельск и посёлке Залегощь его именем названы улицы, на территории сахарного завода в Залегоще установлен бюст Героя.